# Chinnayakanahalli, Shrirangapattana
Chinnayakanahalli là một làng thuộc tehsil Shrirangapattana, huyện Mandya, bang Karnataka, Ấn Độ.